# Flavia Pennetta
Flavia Pennetta (n. 25 februarie 1982, Brindisi, Apulia, Italia) este o jucătoare profesionistă de tenis din Italia. Este prima jucătoare din Italia ce a reușit să ocupe locul 1 mondial în clasamentul mondial de tenis (la dublu). Cel mai important turneu de tenis câștigat este US Open. După ce a câștigat turneul de Grand Slam, Flavia își anunță retragerea din circuit.

### Finale de Grand Slam

#### Simplu: 1 (1 titlu)
| Rezultat   | An   | Turneu  | Suprafță | Adversar      | Scor          |
| ---------- | ---- | ------- | -------- | ------------- | ------------- |
| Câștigător | 2015 | US Open | Hard     | Roberta Vinci | 7–6(7–4), 6–2 |

#### Dublu: 3 (1 titlu, 2 finale)
| Rezultat   | An   | Turneu          | Suprafață | Partener         | Adversar                          | Scor          |
| ---------- | ---- | --------------- | --------- | ---------------- | --------------------------------- | ------------- |
| Finalist   | 2005 | US Open         | Hard      | Elena Dementieva | Lisa Raymond Samantha Stosur      | 2–6, 7–5, 3–6 |
| Câștigător | 2011 | Australian Open | Hard      | Gisela Dulko     | Victoria Azarenka Maria Kirilenko | 2–6, 7–5, 6–1 |
| Finalist   | 2014 | US Open         | Hard      | Martina Hingis   | Ekaterina Makarova Elena Vesnina  | 6–2, 3–6, 2–6 |